# Рацемо-структури

Рацемо-структури (англ. racemo-structures) — у хімії полімерів — такі відносні конфігурації послідовних, хоч і не обов'язково суміжних, структурно еквівалентних атомів C з приєднаними до них групами, де однакові групи розташовані з різних сторін.